# Domaine de Yanagawa

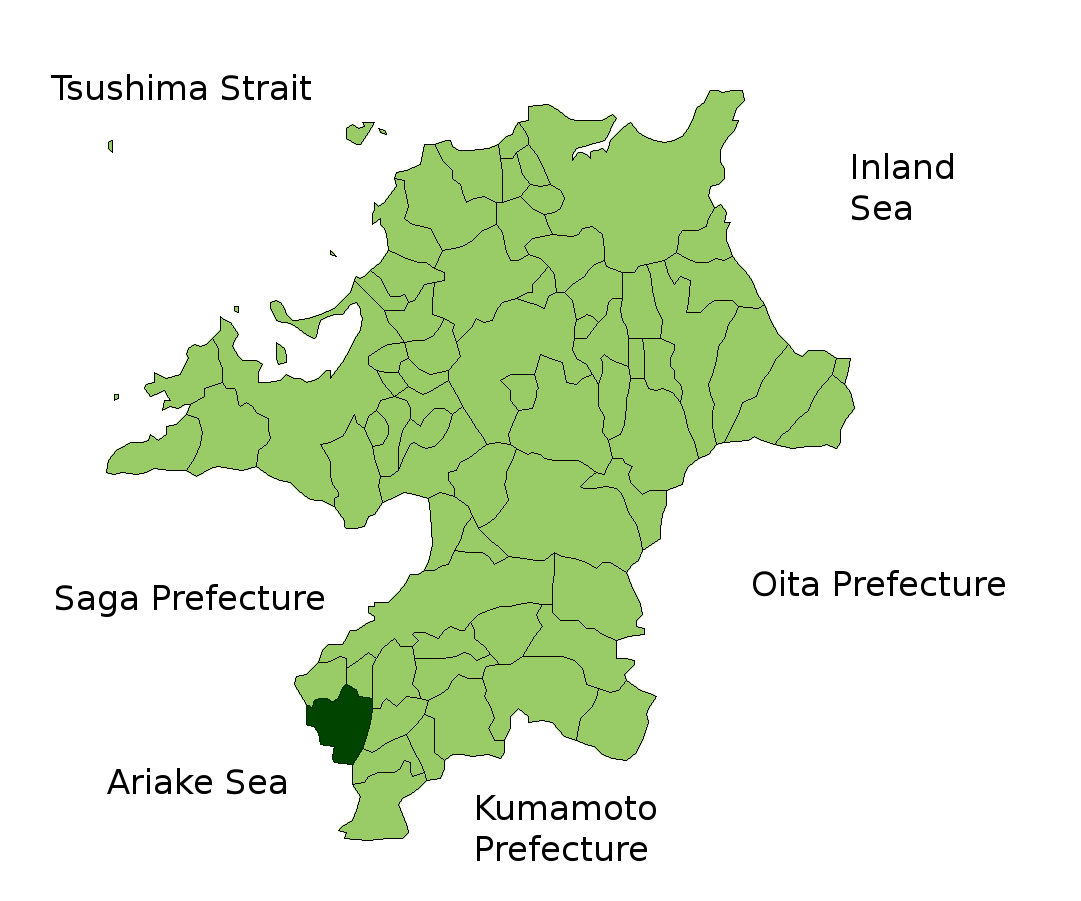
Situation du domaine de Yanagawa dans la préfecture de Fukuoka.

Le domaine de Yanagawa (柳河藩, Yanagawa-han) est un domaine féodal de l'époque d'Edo, situé dans la province de Chikugo, de nos jours Yanagawa dans la préfecture de Fukuoka. Durant presque toute son histoire, il est dirigé par le clan Tachibana.

## Liste de daimyos
- Clan Tanaka, 1600-1620 (tozama daimyo ; 325 000 koku)

1. Yoshimasa
2. Tadamasa

- Clan Tachibana, 1620-1871 (tozama daimyo ; 109 000 koku)

1. Muneshige
2. Tadashige
3. Akitora
4. Akitaka
5. Sadayoshi
6. Sadanori
7. Akinao
8. Akihisa
9. Akikata
10. Akihiro
11. Akinobu
12. Akitomo